# Deifontes
Deifontes – gmina w Hiszpanii, w prowincji Grenada, w Andaluzji, o powierzchni 40,48 km². W 2011 roku gmina liczyła 2580 mieszkańców.
Deifontes ma uprzywilejowaną sytuację pod względem otaczającego go środowiska naturalnego, w którym woda odgrywa znaczącą rolę, zarówno dla Nacimiento, które jest ważnym źródłem w gminie, jak i dla samej rzeki Cubillas.